# 2WEI
2WEI (ausgesprochen Zwei) ist eine Komponistengruppe, die von Simon Heeger und Christian Vorländer gegründet wurde. Ihre Unternehmensadresse ist in Hamburg, darüber hinaus haben sie eine weitere Niederlassung in Venice Beach, Kalifornien. Ihre Musik findet sowohl in der Werbung als auch in Filmtrailern Anwendung.

## Geschichte
Die beiden Komponisten haben sich in Enschede kennengelernt, während sie beide vor Ort Musik studierten. Nach dem Studium begann Christian Vorländer für Hans Zimmer und Junkie XL in Los Angeles zu arbeiten. In dieser Zeit war Simon Heeger bei verschiedenen Werbemusikhäusern wie Mophonics und Yessian beschäftigt. Nach der Rückkehr Christian Vorländers nach Deutschland gründeten die beiden Ende 2015 2WEI, um ihre Erfahrungen aus Film und Werbung zu kombinieren. Zum G20-Gipfel 2017 in Hamburg malten die beiden mit einer benachbarten Werbeagentur ein riesiges Peace-Zeichen auf ihre Dachterrasse. Dabei lag der Unternehmenssitz innerhalb der für den G20-Gipfel eingerichteten Sperrzone.

## Musikalisches Werk

### Filmtrailer
Zu den Filmtrailern, die musikalisch von der Gruppe unterstützt wurden, gehören unter anderem Wonder Woman, Tolkien oder auch Tomb Raider.

### Werbung
In der Werbeindustrie fand ihre Musik bereits ihren Einsatz bei Audi, Lidl, Lufthansa und Mercedes. Weitere Unternehmen, mit denen 2WEI bereits zusammengearbeitet hat, sind unter anderem Fila, Porsche oder auch BMW. Für die Restrukturierung der Webseite des Spiegels im Januar 2020 steuerte das Duo ebenfalls die Musik für ein passendes Imagevideo bei.

### Videospiele
Neben Filmtrailern und Musik für die Werbeindustrie wurde bereits auch Musik für Videospiele komponiert, so zum Beispiel für den Trailer des Ubisoftspiels Tom Clancy’s Ghost Recon Breakpoint. Im Januar 2020 wurde von den Entwicklern von League of Legends, Riot Games, ein Cinematic-Trailer veröffentlicht, der mit einer Neuinterpretation des Liedes Warriors von der Band Imagine Dragons unterlegt war. Diese Neuinterpretation wurde von 2WEI komponiert und beigesteuert.

### Diskographie
Die Gruppe hat bereits drei Alben veröffentlicht (Stand: Januar 2024). Diese sind
- 2017: Escape Velocity
- 2017: Sequels[11]
- 2020: Emergence

Zu den Singles und EPs zählen unter anderem (Stand: Januar 2024):
- Survivor
- Toxic
- Never Been Away
- Echoes
- Mortal Kombat Anthem
- Karma Police (Tom Clancy’s Ghost Recon Breakpoint Game: Announce Trailer Cover Song)
- The Encounter
- Warriors[11]
- The Call
- Eternal
- Still Here

## Preise
Bei der Preisverleihung des Cannes Lions International Festival of Creativity 2018 gewannen die beiden einen Goldenen Löwen für die beste Komposition.